# Cruysbergen
Zanderij Cruysbergen is een natuurgebied van het Goois Natuurreservaat en een woongebied bij Bussum. Het gebied van 13 hectare ligt in Bussum en bij de Hilversumse Meent, het grenst zuidelijk aan Bantam en de Franse Kamp, oostelijk aan de hoger gelegen Franse Kampheide. Het gebied is een schakel tussen het Gooi en het Vechtplassengebied (Laegieskamp en Naardermeer) en maakt deel uit van het project "Poort Naardermeer", onderdeel van "Heel de Heuvelrug".

## Ontzanding, akkerbouw
Oorspronkelijk bezaten De Gooise boeren sedert ongeveer 1300 het gebruiksrecht op de woeste gronden in het Gooi, hieronder viel ook Cruysbergen. Er kwam op 12 juli 1836, per Koninklijk Besluit, een overeenkomst tot stand over de heideverdeling in het Gooi waarbij de boeren, de erfgooiers, hun gebruiksrecht opgaven en daarvoor in de plaats eigendomsrecht kregen op een deel van de Gooise woeste gronden. Door de heideverdeling kwam de rest van het gebied in handen van Domeinen. Het valt overigens onder het grondgebied van de gemeente Bussum, nu gemeente Gooise Meren. Particulieren die van Domeinen grond kochten gingen de grond in cultuur brengen. Daarmede werd de werkeloosheid bestreden.
In de 19e eeuw werd Cruysbergen gebruikt voor zandwinning ("zanderij"). Door het gebied stroomde oorspronkelijk een beekje genaamd het Luie Gat. Vandaar werden vaarten gegraven in het gebied, die gebruikt werden voor afvoer van het zand naar Amsterdam. Aan het eind van de 19e eeuw werd het ontzande noordelijke deel ingericht als akkerland. De rechte lijnen van de bomen en sloten in het landschap getuigen nog van de voormalige zanderij.

## Herinrichting
In 2005 werd het gebied opnieuw ingericht waarbij de bovenste voedselrijke grondlaag van 10–15 cm werd afgegraven en poelen werden aangelegd. De grond werd gebruikt voor de afbouw van de natuurbrug Zanderij Crailoo. Eind 2007 werd een klein gemaal aangelegd aan de Hilversumsemeentweg bij de Meikevermeent, zodat water van de gordelgracht naar Cruysbergen kon worden geleid. In 2008 is de voormalige boomkwekerij tussen de zanderij en de Nieuwe 's-Gravelandseweg aangekocht. Ook hier werd de vruchtbare bovengrond afgegraven.
Om het open karakter van het landschap te handhaven werden Schotse hooglanders ingezet. Het beheer is erop gericht om voedselrijk water te weren en voedselarm water in het gebied te laten. De voedselarme grond en het aanwezige kwelwater vormen geschikte omstandigheden voor specifieke planten. In het gebied groeit onder meer dopheide, klokjesgentiaan, stekelbrem, struikheide, Spaanse ruiter, veenpluis en kale jonker.

## Bebouwing
In het zuidelijke en oostelijke deel werden tegen het eind van 19e eeuw villa's gebouwd, o.a. in de kolonie Walden. Omdat het terrein gedeeltelijk binnen de verboden kringen van de vesting Naarden (fort Werk II) lag, mochten hier alleen houten huizen worden gebouwd. Hier staan nog altijd een aantal karakteristieke huizen zoals Villa de Zanderij en Villa Dennenhoeve, inclusief de toen gangbare koetshuizen. Tevens werd hier in 1893 de Draf- en Renbaan Cruysbergen aangelegd, die daar tot 1912 heeft gelegen. Het enige wat hier nog van overgebleven is, is een tot woning verbouwde jockeyverblijf en een complex met paardenstallen.
Het ministerie van Defensie verwierf in 1956 het voormalige renbaanterrein om er een mobilisatiecomplex aan te leggen. Dit terrein is omstreeks 2005 weer afgestoten. In 2018 werden op het oostelijk deel bungalows en appartementen gebouwd, met veel ruimte voor groen en natuur, 
en kreeg de toepasselijke naam Nieuw Cruysbergen. Het westelijke deel kwam in handen van het Goois Natuurreservaat en heeft een natuurbestemming.

## Villa Cruysbergen
Villa Cruysbergen, ontworpen door architect Jacob London en gebouwd in 1919, staat op het oorspronkelijke landgoed, aan de Franse Kampweg 6 in Bussum. De huidige villa is gebouwd op de plek waar de vroegere villa Klein-Cruysbergen stond.

## Trivia
- Op een gedeelte van de vroegere gronden waar Walden gevestigd was zijn nieuwe ontwikkelingen gaande om een woonwijk met een school te gaan realiseren, hierbij moeten de bestaande paardenstallen aan de Franse Kampweg 30, van de oude draf- en renbaan wijken voor nieuwe bebouwing.[10][11][12]

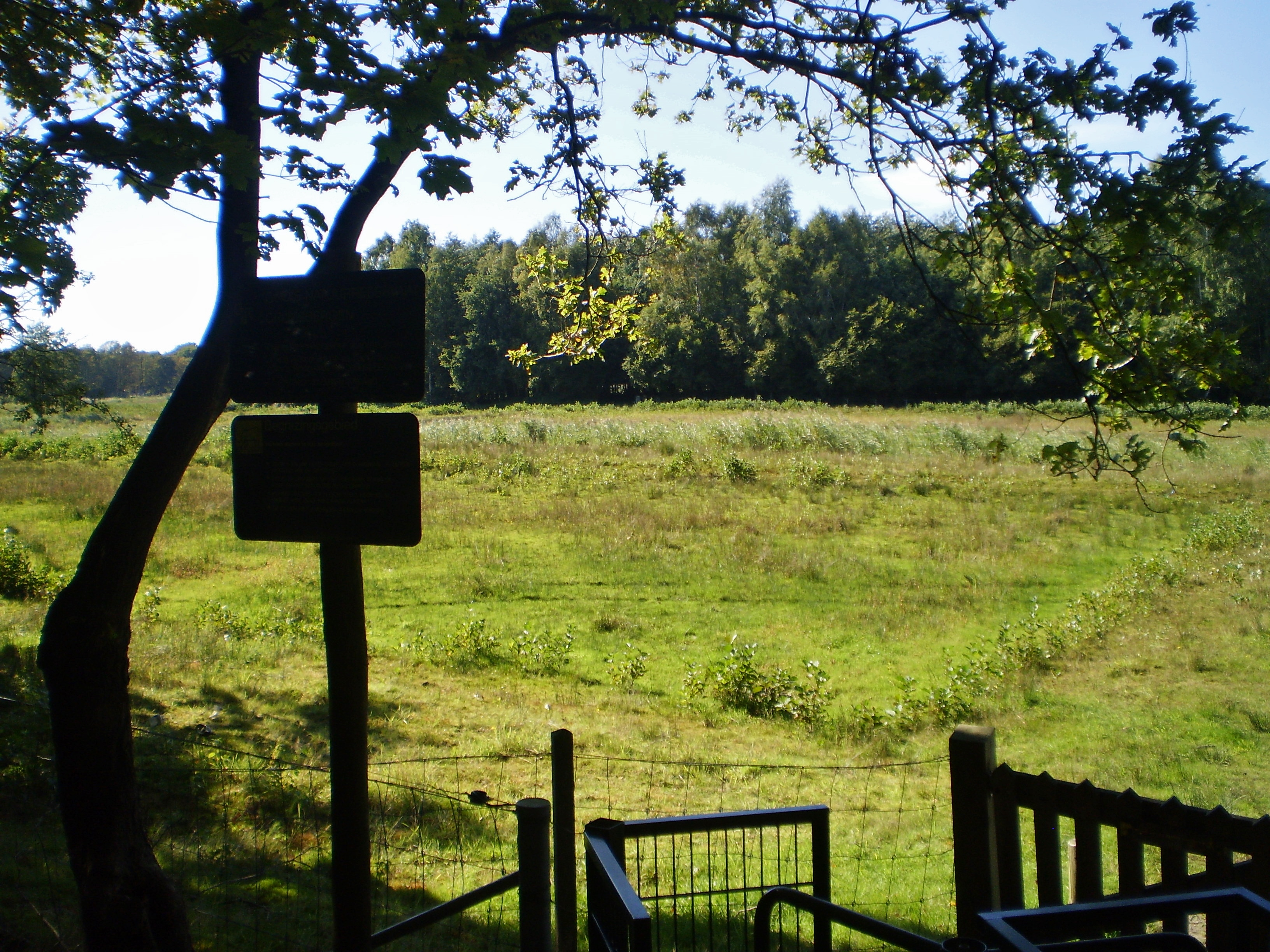
Natuurgebied Cruysbergen
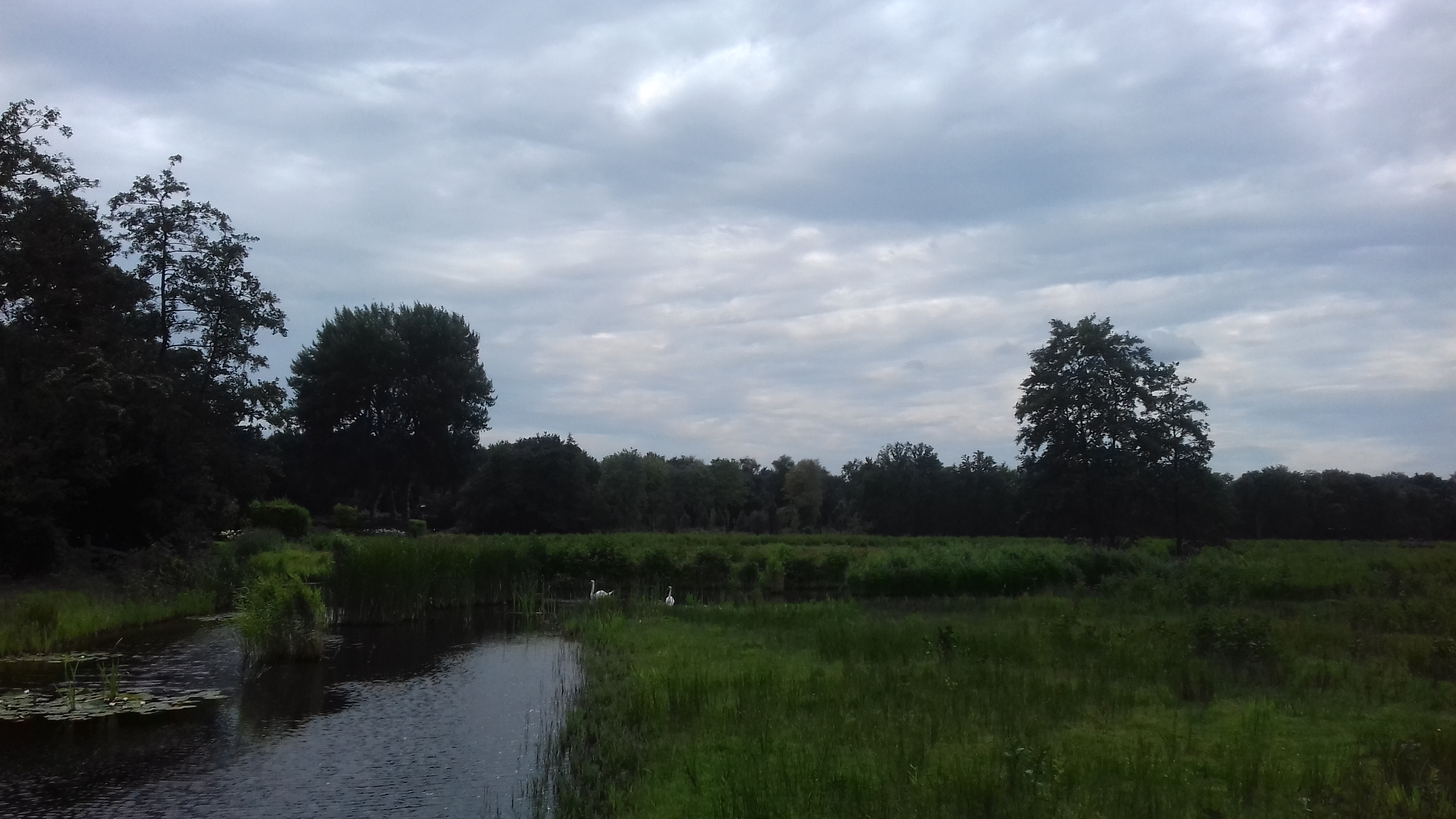
Zanderij Cruysbergen
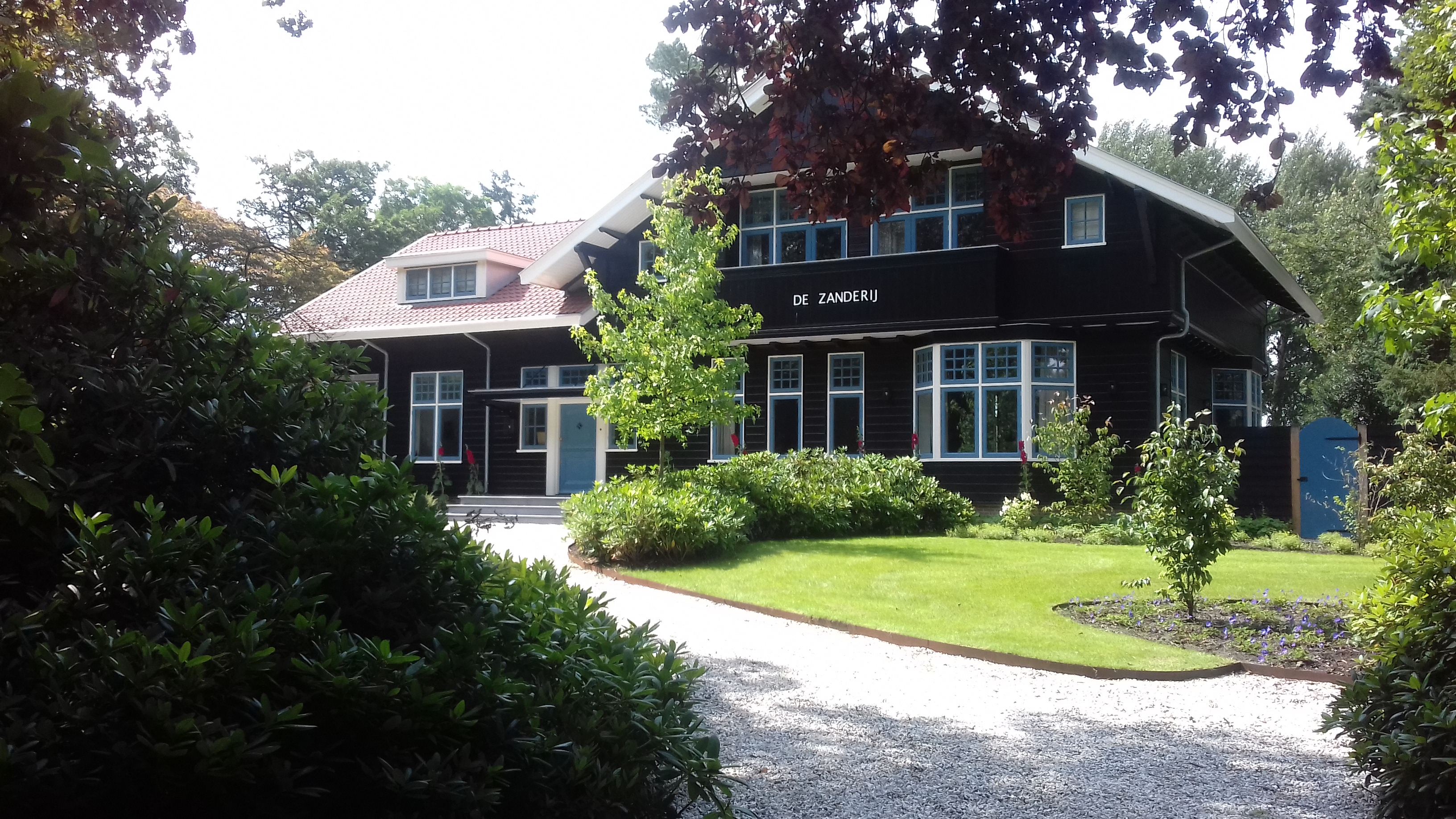
Villa 'De Zanderij'
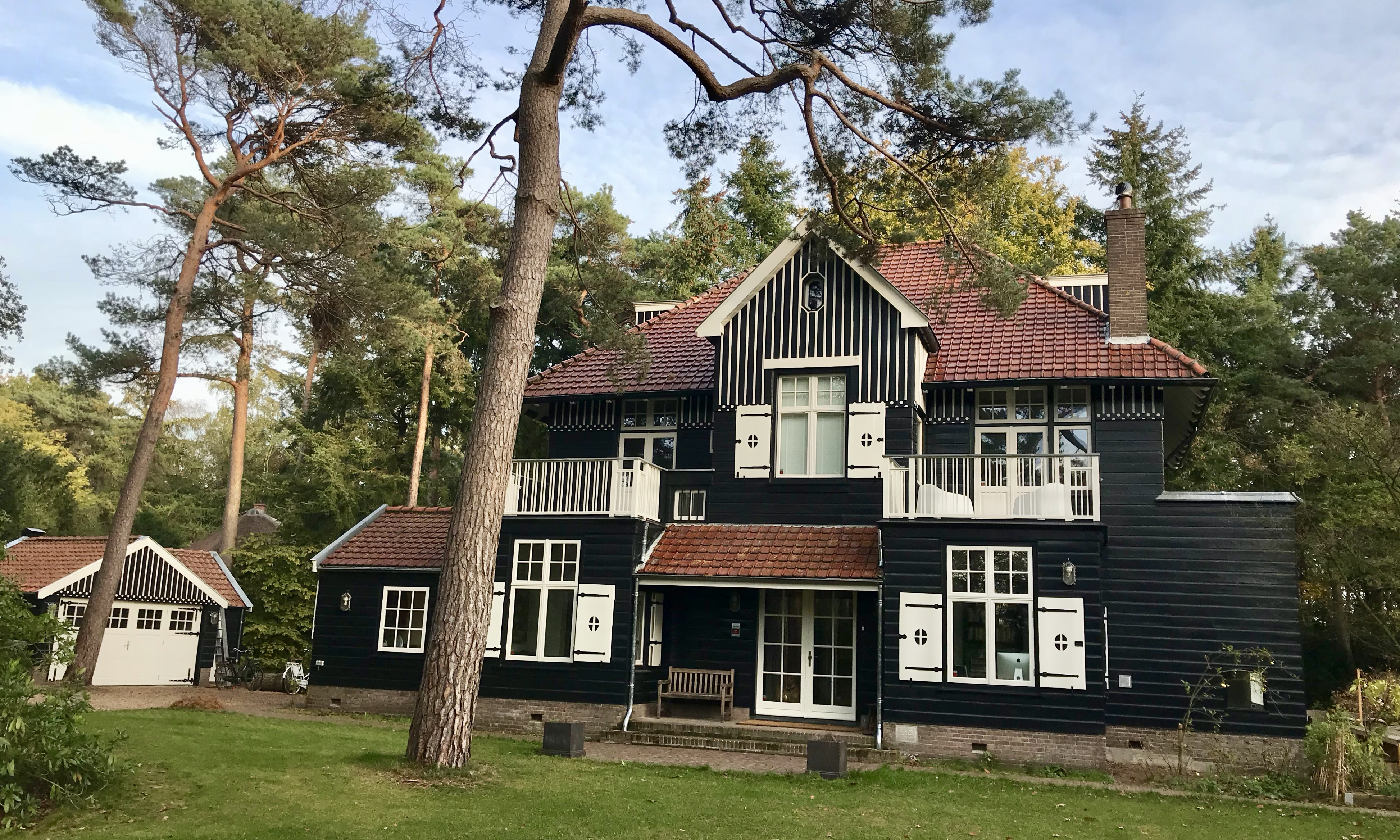
Villa 'Dennenhoeve'
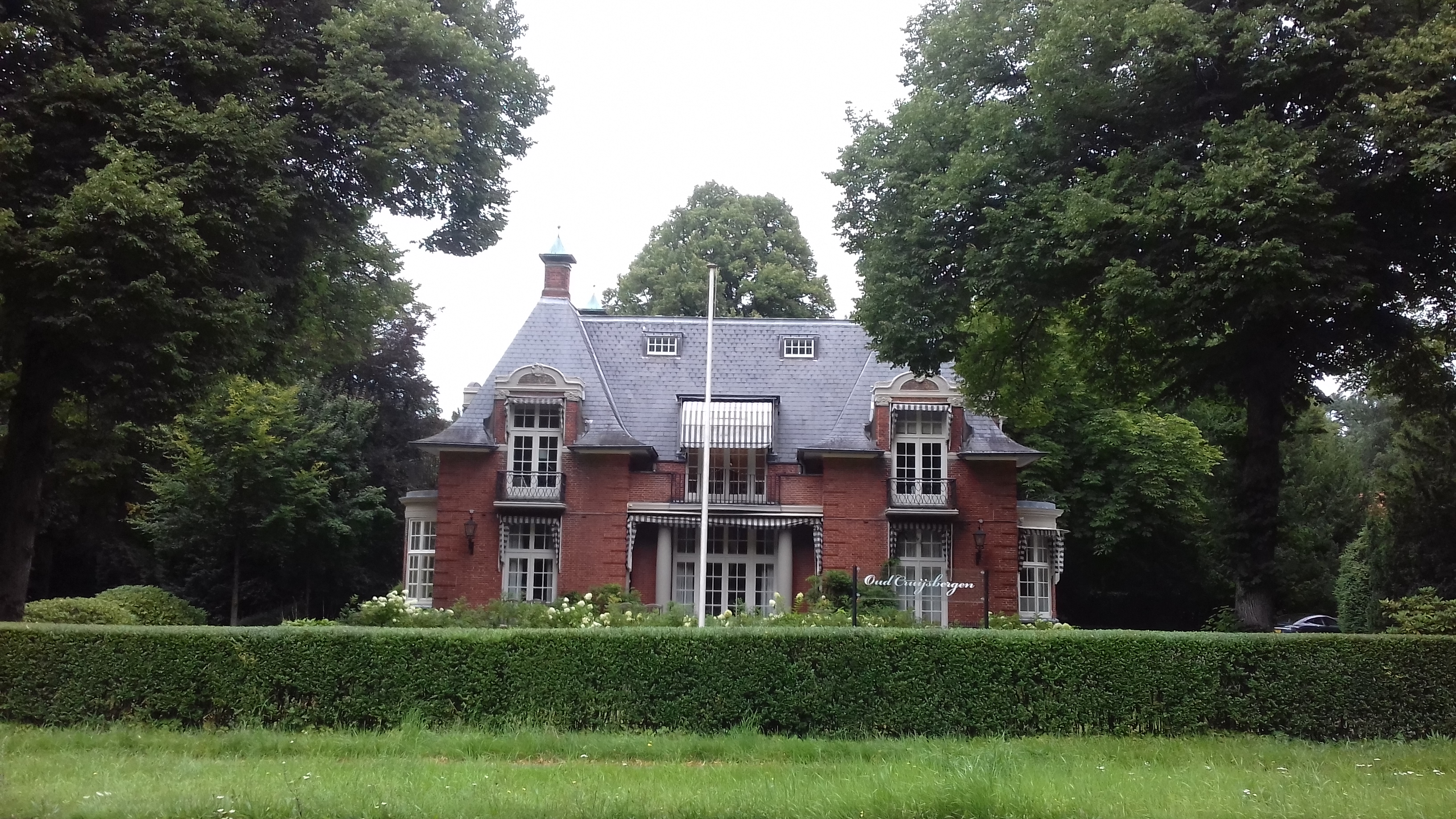
Villa 'Oud-Cruysbergen'
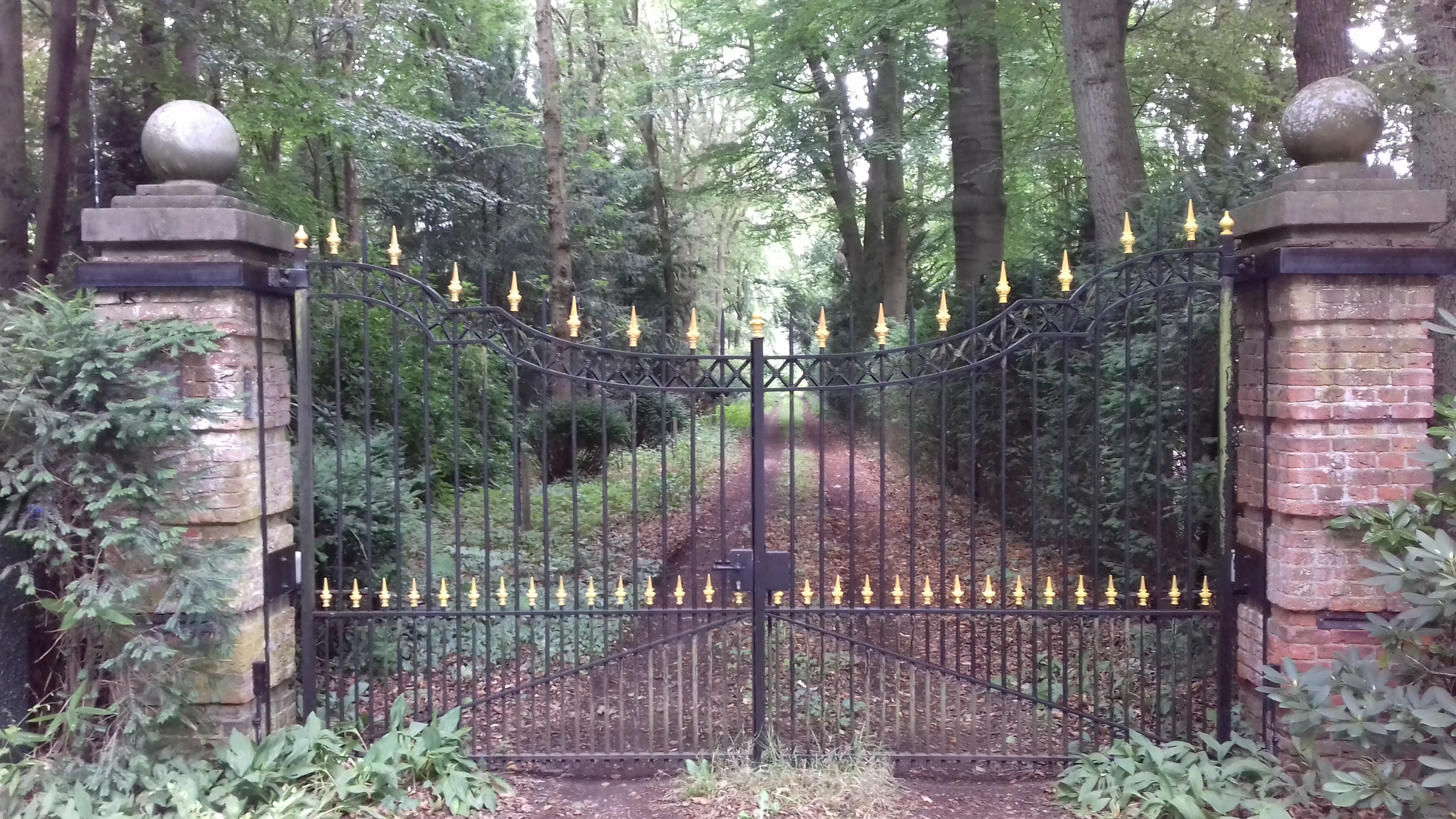
Ingang voormalige draf- en renbaan Cruysbergen
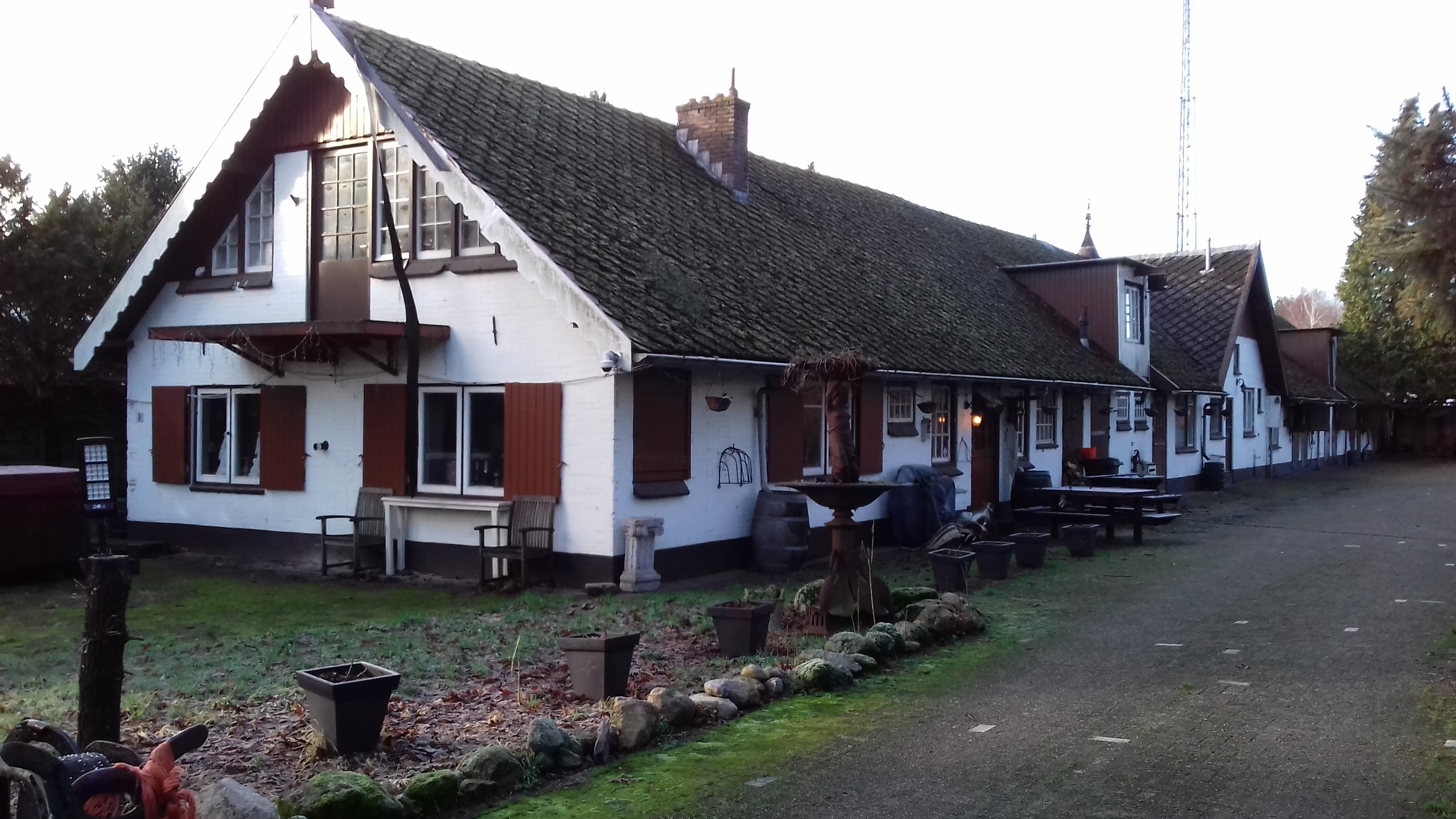
Paardenstallen van renbaan Cruysbergen

Brediuskwartier ·
Bussum-Zuid ·
Centrum ·
Franse Kamp ·
Het Spiegel ·
Hooftlaan ·
Landstraat-Noord ·
Ooster Eng ·
Oude Dorp ·
Prins Hendrikpark ·
Wester Eng